# ولسوالی چک وردک
چَک وردک یکی از ولسوالی‌های ولایت میدان وردک در 74 کیلومتری شهر کابل موقعیت دارد. جمعیت آن در سال ٢۰٢۰ میلادی، ٩٥٬٣٩٢ نفر اعلام شده‌است.

## منبع‌ها
1. ↑  «برآورد نفوس کشور:١٣٩٩» (PDF). اداره احصائیه مرکزی افغانستان. بایگانی‌شده از اصلی (PDF) در ۲۶ آوریل ۲۰۲۱. دریافت‌شده در ٣۰ آوریل ٢۰٢١.